# Arts du combat de l'Insulinde

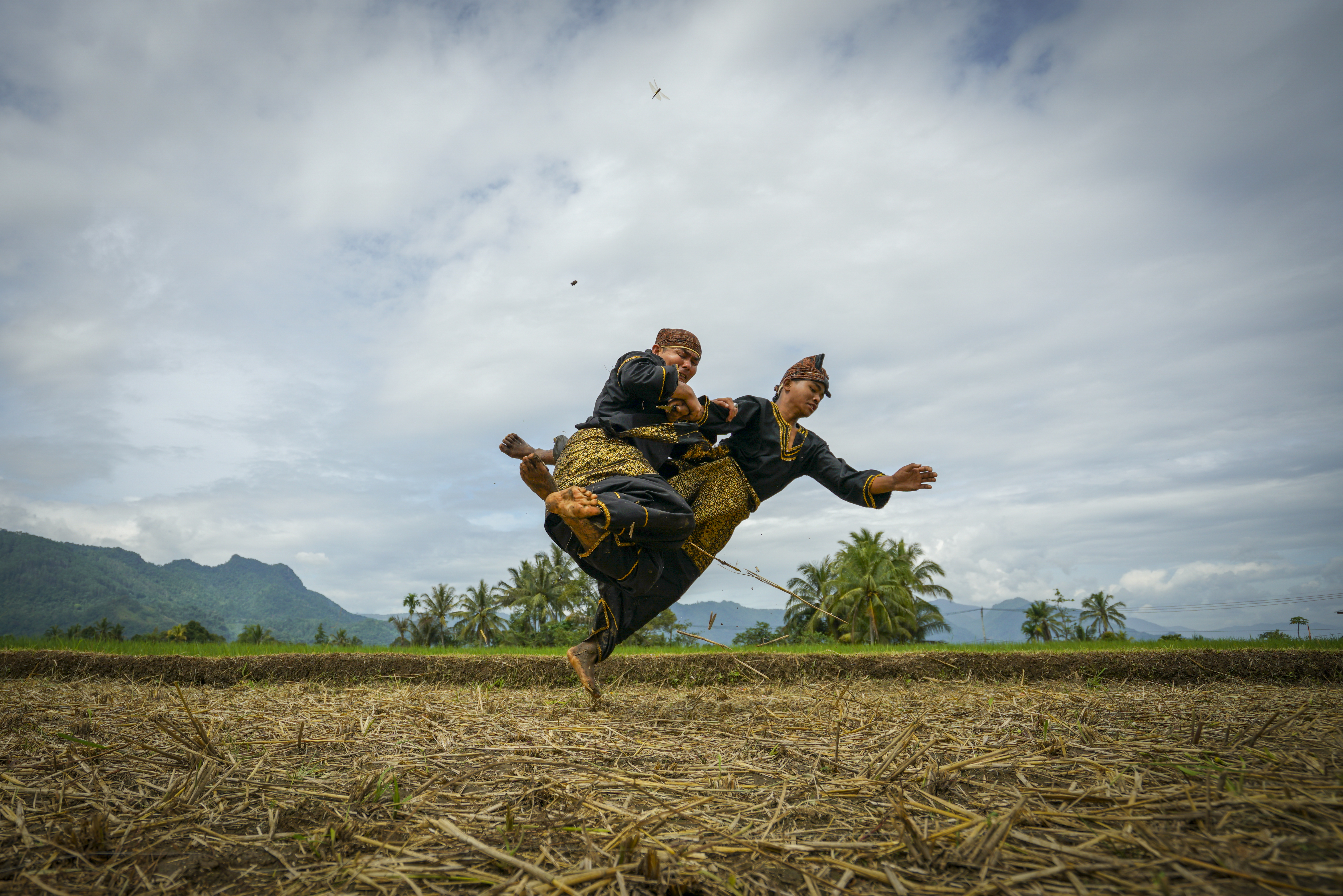
Pratique du Silek Lanyah (ou silat), art du combat de l'Insulinde originaire des Minangkabau. Janvier 2020.

Le silat au sens générique du terme est un groupe d'arts du combat anciens ou modernes originaires de la région Indonésie-Philippines-Malaisie (Insulinde). Il est également pratiqué au Brunei, à Singapour, dans le sud de la Thaïlande et plus généralement dans le monde austronésien, anciennement nommé malayo-polynésien

## Différents groupes
Les arts martiaux, sports de combats et disciplines associées du monde malais et indonésien formes différents courants suivant les régions :
- Pencak-silat en Indonésie. C'est l'association de deux groupes principaux, le pencak qui représente les pratiques non guerrières (l'équivalent des budo japonais) et le silat qui représente les pratiques applicatives (correspondant aux bujutsu japonais). Ce silat indonésien est probablement originaire de Sumatra. Le pencak prends ces origines à Java, Madura et Bali. La combinaison de pencak et de silat s'est effectuée en 1948 lors de la création de la première fédération indonésienne de pencak-silat  : l'Ikatan Pencak Silat Indonesia (IPSI).

- Silat FMA aux Philippines. Comprenant principalement le Kali Arnis Eskrima mais aussi d'autres courants moins répandus. Le kali se trouve surtout dans le sud de l'archipel influencé par le pencak-silat, l'arnis généralement dans le nord avec influence du bersilat malais, l'eskrima se trouve dans le centre.

- Bersilat en Malaisie, à Bornéo et au Kalimantan. Avec principalement le "Silat buah", pratiques applicatives.

- Hors de ces courants principaux on trouve d'autres arts martiaux et sports de combat traditionnels par exemple le Buno et le Mano-mano aux Philippines et le Kuntao d'origine chinoise partout dans la région indomalaise.